# Linux embebido
Linux embebido, embarcado o empotrado (en inglés: Embedded Linux) se refiere al uso del núcleo Linux en un sistema embebido, como por ejemplo PDA, teléfonos móviles, robots, enrutadores / servidores, dispositivos electrónicos y aplicaciones industriales con microcontroladores y microprocesadores.
En el pasado, el desarrollo de sistemas embebidos fue llevado a cabo en su mayoría utilizando código propietario escrito en lenguaje ensamblador. Los desarrolladores debían escribir los controladores para los dispositivos de hardware y las interfaces desde cero.
El núcleo Linux, combinado con un conjunto de algunas otras utilidades de software libre, puede ajustarse dentro del limitado espacio de hardware de los sistemas embebidos. Una instalación típica de un Linux embebido ocupa en promedio 2 MB.
Existen otros sistemas operativos embebidos como el QNX, LynxOS, Windows CE, Windows NT Embedded, Palm OS.
Linux embebido tiene algunas ventajas en relación con otros sistemas operativos embebidos, como pueden ser el Código abierto, pequeño (Windows CE ocupa 21 MB comparado con los 2 MB para Linux embebido), puede no tener costos por derechos, maduro y estable (Más de 20 años de edad y utilizado en muchos dispositivos) y con respaldo.

## Consorcio de Linux embebido

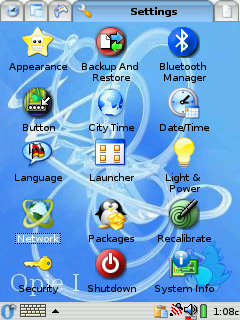
Opie, un entorno gráfico para PDAs con Linux embebido.

El 15 de julio de 2003 en San Francisco, California el Consorcio de Linux Embebido (ELC por sus siglas en inglés: Embedded Linux Consortium), el cual incluye empresas como IBM, Intel, LynuxWorks, Motorola, Panasonic, Samsung, Sharp, Siemens y Sony, anunció una nueva fase en la actividad de estandarización para crear especificaciones que ayuden a los desarrolladores de productos a controlar el consumo de energía, diseñar interfaces de usuario y lograr alto rendimiento en tiempo real para las aplicaciones de Linux. El propósito de estos estándares es crear una plataforma globalmente aceptada que ofrezca suites para pruebas y branding para elevar la aceptación del producto en el mercado. En 2002, el ELC presentó la Especificación de Plataforma del Consorcio de Linux Embebido (ELCPS, Embedded Linux Consortium Platform Specification). El plazo para el primer borrador de la API del ELCPS fue en mayo de 2004.

## Lista de teléfonos móviles que utilizan Linux
- OpenMoko
- Nokia 770
- Nokia N800
- Nokia N900 (Maemo 5)
- Nokia N810
- E28 E2800
- Motorola A760, A768, A780, E680, A1200
- Panasonic P901i
- NEC N901ic
- Samsung SCH-i519
- Telepong
- Wildseed
- Road S101

Además todos los teléfonos que corren Android en definitiva están ejecutando un núcleo Linux.

## SBCs (computadores en una tarjeta) que pueden utilizar Linux
- Raspberry Pi - SBC desarrollado en el Reino Unido del tamaño de una tarjeta de crédito que funciona con un procesador ARM1176JZF-S a 700MHz.
- Raspberry Pi 2 - SBC desarrollado en el Reino Unido que funciona con un procesador Arquitectura ARM.
- Raspberry Pi 3 - SBC desarrollado en el Reino Unido que funciona con un procesador Arquitectura ARM.
- Raspberry Pi 3b - SBC desarrollado en el Reino Unido que funciona con un procesador Arquitectura ARM.
- Raspberry Pi 3b+ - SBC desarrollado en el Reino Unido que funciona con un procesador Arquitectura ARM.
- Raspberry Pi zero - SBC desarrollado en el Reino Unido que funciona con un procesador Arquitectura ARM de un núcleo.
- BeagleBoard - SBC de arquitectura ARM desarrollada por la Fundación BeagleBoard.org, basada en el microprocesador OMAP3530 de Texas Instruments.
- Gumstix - SBC de bajo consumo de potencia a 200 y 400MHz.
- ECB AT91 - SBC (de diseño libre) Desarrollado en Colombia con procesador ARM9 de 180MHz.
- Odroid XU4 - SBC de arquitectura ARM.